# 岡部宏之
岡部 宏之（おかべ ひろゆき、1931年(昭和6年)1月17日 - 2023年12月29日）は、日本のSF翻訳家、詩人。日本文藝家協会会員。杉山 高之の名義も使用した。

## 人物・来歴
静岡県静岡市出身。
1953年静岡大学文理学部卒業。静岡のSFサークル「東海SFの会」で活動している際、浜松在住の浅倉久志の紹介でSF翻訳家になる。SFファン時代の1967年、ハインラインの『宇宙の戦士』が翻訳され、石川喬司の否定的なレビューにより『SFマガジン』誌上で論争となった際、杉山高之名義で論争に参加しており、のちの石川の著書『SFの時代』で「読み応えがある」と4頁もにわたり投稿全文が紹介されている。なお、この時の杉山の在住地は「静岡県志太郡岡部町」と書かれている。
シリーズ物の翻訳を多数担当。主訳書にファーマー『飛翔せよ、遙かなる空へ』『魔法の迷宮』、ゼラズニイ『混沌の宮廷』、ウルフ『拷問者の影』、グリムウッド『リプレイ』（杉山高之名義）、キャンベル『名ヴァイオリニストたち』、マーティン「氷と炎の歌」シリーズ、アシモフ「銀河帝国興亡史」など。「氷と炎の歌」シリーズは3部まで岡部が翻訳したが、翻訳業から引退、4部以降は酒井昭伸に訳者を交代した。
著書に詩集『雨季』。

## 著書
- 『雨季 詩集』（杉山高之名義、〔Λ〕詩社） 1956

## 翻訳
- 『大いなる爆発』（エリック・フランク・ラッセル、早川書房、ハヤカワ・SF・シリーズ） 1968
- 『敵の星』（ポール・アンダースン、早川書房、ハヤカワ・SF・シリーズ） 1969
- 『宇宙の深淵より』（エリック・フランク・ラッセル、早川書房、ハヤカワ・SF・シリーズ） 1969
- 『コロサス』（D・F・ジョーンズ、早川書房、ハヤカワ・SF・シリーズ） 1969
- 『闇よ落ちるなかれ』（L・スプレイグ・ディ・キャンプ、早川書房、ハヤカワ・SF・シリーズ） 1970、のち文庫
- 『バベル=17』（サミュエル・R・ディレーニイ、早川書房、ハヤカワ・SF・シリーズ） 1970、のち文庫
- 『最後の地球船』（ジョン・ボイド、ハヤカワSF文庫） 1971
- 『星屑のかなたへ』（ジェイムズ・ブリッシュ、早川書房、ハヤカワ・SF・シリーズ） 1974、のち文庫
- 『未来世界の子供たち』（A・E・ヴァン・ヴォークト、創元推理文庫） 1977
- 『宇宙からの来訪者 驚異のUFO体験』（ブリンズリー・ルポア・トレンチ、角川文庫） 1977
- 『ガラスの塔』（ロバート・シルヴァーバーグ、ハヤカワ文庫） 1978
- 『不老不死プロジェクト』（ロバート・シルヴァーバーグ、創元推理文庫） 1978
- 『悪魔のハンマー』（ラリイ・ニーヴン, ジェリイ・パーネル、ハヤカワ文庫） 1980
- 『タイムストーム』上・下（G・ディクスン、講談社文庫） 1981
- 『ダイノスター破壊計画』（キット・ペドラー, ゲリー・デイヴィス、角川書店） 1982
- 『名ヴァイオリニストたち』（マーガレット・キャンベル、東京創元社） 1983
- 『コクーン』（デーヴィッド・サパースティーン、角川文庫） 1985
- 『コイルズ』（ロジャー・ゼラズニイ, フレッド・セイバーヘーゲン、創元推理文庫） 1986
- 『ミッドナイトラン』（ポール・モネット、新潮文庫） 1988
- 『天空の劫火』（グレッグ・ベア、ハヤカワ文庫） 1988
- 『リプレイ』（ケン・グリムウッド、杉山高之名義訳、新潮文庫） 1990 - 1988年度世界幻想文学大賞受賞
- 『5000粒のダイヤを恋人に』（ジェラルド・A・ブラウン、杉山高之名義訳、新潮文庫） 1992
- 『百万年の船』1 - 3（ポール・アンダースン、ハヤカワ文庫） 1993 - 1994
- 『天界の殺戮』上・下（グレッグ・ベア、ハヤカワ文庫） 1994
- 『アウストラロピテクス』（ペトゥル・ポペスク、杉山高之名義訳、新潮文庫） 1998

### キース・ローマー
- 『前世再生機』（キース・ローマー、ハヤカワSF文庫） 1971
- 『混線次元大騒動』（キース・ローマー、ハヤカワ文庫） 1975
- 『突撃! かぶと虫部隊』（キース・ローマー、ハヤカワ文庫） 1975

### 「バーサーカー」シリーズ
- フレッド・セイバーヘーゲン「バーサーカー・シリーズ」 ハヤカワSF文庫

『バーサーカー皆殺し軍団』 1973
『バーサーカー赤方偏移の仮面』（浅倉久志共訳） 1980
『バーサーカー星のオルフェ』（浅倉久志共訳） 1990

### 「真世界アンバー」シリーズ
- ロジャー・ゼラズニイ「真世界シリーズ」ハヤカワ文庫

1『アンバーの九王子』 1978
2『アヴァロンの銃』 1980
3『ユニコーンの徴』 1980
4『オベロンの手』 1981
5『混沌の宮廷』 1981

### 「リバーワールド」
- フィリップ・ホセ・ファーマー「リバーワールド」ハヤカワ文庫

1『果しなき河よ我を誘え』 1978
2『わが夢のリバーボート』 1979　
3『飛翔せよ、遥かなる空へ』 1983
4『魔法の迷宮』 1984

### 「ジャンプドア」シリーズ
- フランク・ハーバート「ジャンプドア」シリーズ 創元推理文庫

1『ドサディ実験星』 1979
2『鞭打たれる星』 1979

### ジョーン・D・ヴィンジ
- 『雪の女王』（ジョーン・D・ヴィンジ、早川書房、海外SFノヴェルズ） 1982、のち文庫
- 『琥珀のひとみ』（ジョーン・D.ヴィンジ、浅羽莢子共訳、創元推理文庫） 1983
- 『世界の果て』（ジョーン・D・ヴィンジ、ハヤカワ文庫） 1987

### 「銀河帝国興亡史」
- アイザック・アシモフ「銀河帝国興亡史」ハヤカワ文庫

1『ファウンデーション』 1984
2『ファウンデーション対帝国』 1984
3『第二ファウンデーション』 1984
4『ファウンデーションの彼方へ』 早川書房　1984、のち文庫
5『ファウンデーションと地球』 早川書房 1988、のち文庫
6『ファウンデーションへの序曲』 早川書房 1990、のち文庫　
7『ファウンデーションの誕生』 早川書房 1995、のち文庫

### 「新しい太陽の書」
- ジーン・ウルフ「新しい太陽の書」ハヤカワ文庫

1『拷問者の影』 1986
2『調停者の鉤爪』 1987
3『警士の剣』 1987
4『独裁者の城塞』 1988
5『新しい太陽のウールス』 2008　

### 「氷と炎の歌」
- ジョージ・R・R・マーティン「氷と炎の歌」早川書房　のち文庫

1『七王国の玉座』2002
2『王狼たちの戦旗』2004
3『剣嵐の大地』2006